# 동서대로 (고창군)
동서대로(Dongseo-daero)는 전북특별자치도 고창군 해리면궁산교차로에서 고창군 고창읍 석정온천교차로 를잇는 도로이다.

## 주요 경유지
전북특별자치도
- 고창군 (해리면 - 무장면 - 아산면 - 고창읍)

## 노선
| 이름                     | 접속 노선                                | 소재지 | 소재지 | 비고                    |
| ------------------------ | ---------------------------------------- | ------ | ------ | ----------------------- |
| 궁산 교차로              | 국도 제22호선 (동호로) 선운대로          | 고창군 | 해리면 |                         |
| 화산교                   |                                          | 고창군 | 해리면 |                         |
| 안산교                   |                                          | 고창군 | 해리면 |                         |
| 해리 교차로              | 지방도 제733호선 (나성로)                | 고창군 | 해리면 | 지방도 제733호선과 중복 |
| 송산 교차로              | 지방도 제733호선 (해리중앙로) 해리송산길 | 고창군 | 해리면 | 지방도 제733호선과 중복 |
| 양곡 교차로              | 내산길                                   | 고창군 | 무장면 |                         |
| 도곡 교차로              | 송림산로                                 | 고창군 | 무장면 |                         |
| 무장 교차로              | 지방도 제796호선 (무장남북로)            | 고창군 | 무장면 |                         |
| 궁동 교차로              | 송림산로                                 | 고창군 | 무장면 |                         |
| 송현교                   |                                          | 고창군 | 무장면 |                         |
| 송현 교차로              | 지방도 제734호선 (송현로)                | 고창군 | 무장면 |                         |
| 성기 교차로              | 성기길                                   | 고창군 | 아산면 |                         |
| 방월 교차로              | 방죽안길                                 | 고창군 | 아산면 |                         |
| 대동 교차로              | 지방도 제733호선 (희어재로)              | 고창군 | 아산면 |                         |
| 아산1교                  |                                          | 고창군 | 아산면 |                         |
| 아산교차로 (아산IC교)    | 지방도 제734호선 (인천강변로)            | 고창군 | 아산면 |                         |
| 아산3교                  |                                          | 고창군 | 아산면 |                         |
| 청솔교                   |                                          | 고창군 | 고창읍 |                         |
| 고인돌 교차로            | 녹두로 봉덕길                            | 고창군 | 고창읍 |                         |
| 도산 교차로              | 독실로                                   | 고창군 | 고창읍 |                         |
| 고수교                   |                                          | 고창군 | 고창읍 |                         |
| 주곡 교차로              | 녹두로                                   | 고창군 | 고창읍 |                         |
| 고창IC 교차로 (고창IC교) | 제15호선 호남고속도로 중앙로             | 고창군 | 고창읍 |                         |
| 학전교                   |                                          | 고창군 | 고창읍 |                         |
| 석교2교                  |                                          | 고창군 | 고창읍 |                         |
| 돌담교                   |                                          | 고창군 | 고창읍 |                         |
| 성두 교차로 (성두교)     | 국도 제23호선 (동서대로)                 | 고창군 | 고창읍 |                         |
| 월곡지하차도             |                                          | 고창군 | 고창읍 |                         |
| (이름없음)               | 중앙로                                   | 고창군 | 고창읍 |                         |
| 온천교                   |                                          | 고창군 | 고창읍 |                         |
| 월산교                   |                                          | 고창군 | 고창읍 |                         |
| 석정온천 교차로          | 지방도 제898호선 (송재로)                | 고창군 | 고창읍 |                         |
| 방장로와 직결            |                                          |        |        |                         |

## 주요 건물 및 시설
- 농협 선운산농협클린 주유소 (동서대로 906/교흥리 510-2)
- SK에너지 고창에너지충전소 (동서대로 1882/주곡리 708-1)
- S-OIL 석정주유소 (동서대로 2527/월암리 447-1)